# Усачёв, Филипп Александрович
Фили́пп Алекса́ндрович Усачёв (7 октября 1908, село Тасеево — 23 октября 1976, Одесса) — советский лётчик разведывательной авиации Военно-Морского флота в годы Великой Отечественной войны, Герой Советского Союза (20.04.1945). Полковник (16.05.1949).

## Биография
Родился 7 октября 1908 года в селе Тасеево (ныне Тасеевского района Красноярского края) в семье крестьянина. Во время Гражданской войны остался без родителей: отец Александр Павлович — участник Гражданской войны, был казнен в 1919 году в селе Тасеево колчаковцами за активное участие в партизанском восстании, мать Екатерина Степановна, вступившая в партию большевиков в 1918 году, в 1919-м была схвачена карателями-белогвардейцами в д. Яковлево, привезена в с. Тасеево и в этот же день повешена на виселице напротив своего дома в присутствии двоих детей — одиннадцатилетнего Филиппа и его восьмилетней сестры Марии. Ф. А. Усачев рассказывал впоследствии работникам Тасеевского музея, что у него до последнего смертного часа будет стоять в глазах картина гибели отца и матери. Перед смертью несчастная женщина сумела разжать петлю и крикнуть сыну Филиппу и дочери Марии: "Живите, учитесь и помните". Осиротевших детей взял к себе дед (отец матери), но и деда через месяц расстреляли белогвардейцы прямо во дворе его дома. После ухода белогвардейцев никого из близких родственников не осталось и сирот воспитывали односельчане. С 16 лет вдвоем с сестрой Филипп стал жить самостоятельно в родительском доме, вступил в комсомол. В 1926 году был направлен в Красноярскую совпартшколу, окончил её в 1927 году и после окончания работал в Тасеево заведующим районной избой-читальней. В 1929 году по рекомендации бывшего руководителя Тасеевского партизанского восстания, ставшего наркомом земледелия СССР, В. Г. Яковенко был направлен на учебу в Москву, где жил в его семье. Окончил рабфак при Московском институте механизации и электрификации сельского хозяйства имени Молотова в 1932 году. В 1931 году вступил в ВКП(б).
В мае 1932 года был призван в Красную Армию и по спецнабору ЦК ВКП(б) был направлен в авиационную школу. Окончил Военно-теоретическую школу лётчиков ВВС РККА в Ленинграде в декабре 1934 года, Военную школу морских лётчиков и лётчиков-наблюдателей имени Сталина в г. Ейске. Лейтенант Усачёв с 1935 года служил в ВВС Краснознамённого Балтийского флота: младший лётчик дальне-разведывательной авиаэскадрильи 105-й авиабригады, лётчик и командир звена 20 отдельной дальне-разведывательной авиаэскадрильи. В марте 1938 года был награжден орденом Красной Звезды за отличные показатели в учебно-боевой подготовке: в совершенстве овладел техникой пилотирования самолёта в сложных метеоусловиях, днем и ночью. Летал на полный радиус действия самолета. В апреле 1938 года назначен на должность командира 11-й морской дальнеразведывательной авиационной эскадрильи ВВС флота. В этой должности участвовал в Советско-финской войне с декабря 1939 по март 1940 года. Совершил 76 боевых вылетов на бомбардировку объектов противника и 21 апреля 1940 года был награжден орденом Красного Знамени.
С ноября 1940 года командовал 221-й отдельной разведывательной авиационной эскадрильей ВВС Балтийского флота
Участник Великой Отечественной войны с 22 июня 1941 года. До сентября 1941 года он командовал 22 ОДРАЭ, затем назначен командиром 44 ОДРАЭ ВВС КБФ. Летал на гидросамолётах МБР-2. Участвовал в неоднократных бомбардировках скопления вражеских войск и танков в районах озер Самро и Долгое, в августе 1941 года обеспечивал воздушной разведкой полк Преображенского, наносивший первые удары по Берлину. В январе 1942 года был отозван с фронта и направлен на учёбу в Военно-морскую академию, которую окончил в 1943 году (к тому времени академия действовала в эвакуации в Самарканде).
С августа 1943 года и до конца войны — вновь на фронте, бессменный командир 15-го отдельного разведывательного авиационного полка ВВС КБФ. Самостоятельно во фронтовых условиях освоил самолёты Пе-2 и А-20 Бостон, а затем организовал фронтовое переучивание всего лётного полка на эту авиатехнику.
Командир 15-го отдельного разведывательного авиационного Таллинского Краснознамённого полка Военно-Воздушных сил Краснознамённого Балтийского флота подполковник Ф. А. Усачёв к середине марта 1945 года совершил 142 боевых вылета: 112 на воздушную разведку и 30 на бомбардировку войск и объектов противника. По его разведданным только за январь-март 1945 года потоплено 18 плавсредств врага. По его командованием полк произвёл 5875 боевых вылетов на разведку.
Указом Президиума Верховного Совета СССР от 20 апреля 1945 года «образцовое выполнение боевых заданий командования на фронте борьбы с немецкими захватчиками и проявленные при этом отвагу и геройство» подполковнику Усачёву Филиппу Александровичу присвоено звание Героя Советского Союза с вручением ордена Ленина и медали «Золотая Звезда» за номером 4342.
К Победе выполнил 168 боевых вылетов.
После окончания войны продолжил службу в ВВС ВМФ СССР. Ещё почти пять лет командовал тем же разведывательным авиаполком на Балтике. С марта 1950 года служил начальником Учебного центра авиации ВМФ по подготовке руководящего состава авиации к полетам в сложных метеоусловиях. С июля 1952 года — начальник 93-го военно-морского авиационного училища лётчиков первоначального обучения (пгт Лебяжье, Ленинградская область). С октября 1953 года был слушателем Высшей военной академии имени К. Е. Ворошилова. Однако из-за тяжелой болезни окончить её не удалось, с марта 1956 года состоял в распоряжении Главнокомандующего ВМФ СССР.
С ноября 1956 года полковник Усачёв — в отставке по болезни.
Похоронен в Одессе на Таировском кладбище.

## Награды
- Медаль «Золотая Звезда» Героя Советского Союза (20.04.1945);
- орден Ленина (20.04.1945);
- пять орденов Красного Знамени (21.04.1940, 16.09.1941, 27.02.1944, 26.06.1944, 30.04.1954);
- два ордена Красной Звезды (22.02.1938, 24.06.1948);
- медаль «За боевые заслуги» (3.11.1944);
- медаль «За оборону Ленинграда» (1944);
- медаль «За взятие Кёнигсберга» (1945);
- ряд других медалей СССР.

## Память
- Бюст Ф. А. Усачёва установлен в микрорайоне Чкаловск города Калининграда у памятника воздушным разведчикам.
- Именем Ф. А. Усачёва названа улица в его родном селе Тасеево Красноярского края (1980).
- В 2015 году в Тасеево установлен мемориальный знак в честь Героя[7].